# Alseis osborni
Alseis osborni är en insektsart som beskrevs av George Willis Kirkaldy 1907. Alseis osborni ingår i släktet Alseis och familjen dvärgstritar. Inga underarter finns listade i Catalogue of Life.